# Арзуманян Павло Рубенович
Павло Рубенович Арзуман́ян (нар. 21 грудня 1923 Чарджуй — пом. 20 травня 2010) — радянський вчений в галузі економіки виноградарства та плодівництва. Доктор сільськогосподарських наук (з 1971 року), професор (з 1983 року), академік ВАСГНІЛ (з 1988 року), член-кореспондент Італійської академії сільськогосподарських наук.

## Біографія
Народився 21 грудня 1923 року в місті Чарджуй (нині Туркменабат, Туркменістан). Член ВКП(б) з 1946 року. 1952 року закінчив Московську сільськогосподарську академію імені К. А. Тімірязєва.
- У 1949—1951 роках працював агрономом в Тамбовській області;
- У 1953—1958 роках — інструктор, у 1958—1960 роках — заступник завідувача, у 1960—1963 роках — завідувач сільськогосподарського відділу ЦК КП Вірменської РСР;
- У 1963—1974 і 1981—1991 роках — директор, а з 1991 року — науковий консультант Вірменського НДІ виноградарства, виноробства та плодівництва;
- У 1974—1981 роках — заступник Голови Держплану Вірменської РСР.

Помер 20 травня 2010 року.

## Наукова діяльність
Науково-дослідницька робота присвячена питанням вивчення екологічних умов Вірменської РСР, плодівницьких і виноградарських зон, розробці спеціалізації розміщення і сорторайонування культури винограду і плодових, визначення економічної ефективності та можливостей подальшого розвитку плодівництва і виноградарства, а також виноробної та консервної промисловості.
Автор понад 100 наукових робіт, з них 2 монографії. Мав 9 авторських свідоцтв на винаходи. Серед робіт:
- Плодоводство и виноградарство Армянской ССР / Арм. НИИ виноградарства, виноделия и плодоводства. — Ереван: Айастан, 1973. — 346 с.;
- Состояние и перспективы развития виноградарства в Армянской ССР // Новое в развитии виноградарства АрмССР в свете задач Продовольственной программы. 1987. С.3-12.;
- Выращивание саженцев яблони и винограда…на гидропонике /співавтори: Г. Л. Снхчян, М. А. Бабаханян // Садоводство и виноградарство. 1989. № 12. С. 21–23.;
- Эффективное направление производства сушеных плодов и винограда / співавтор: Снапян Г. Г. и др. // Вестник сельськохозяйственной науки. Москва, 1991. № 4. С. 141—144.

## Відзнаки
Нагороджений двома орденами Трудового Червоного Прапора, орденами Вітчизняної війни 2-го ступеня та «Знак Пошани», 4 золотими і 6 срібними медалями ВДНГ.